# 1981 QK3
1981 QK3 är en asteroid i huvudbältet som upptäcktes den 25 augusti 1981 av den belgiske astronomen Henri Debehogne vid La Silla-observatoriet.
Asteroiden har en diameter på ungefär 10 kilometer.